# Estação Ferroviária de Beja

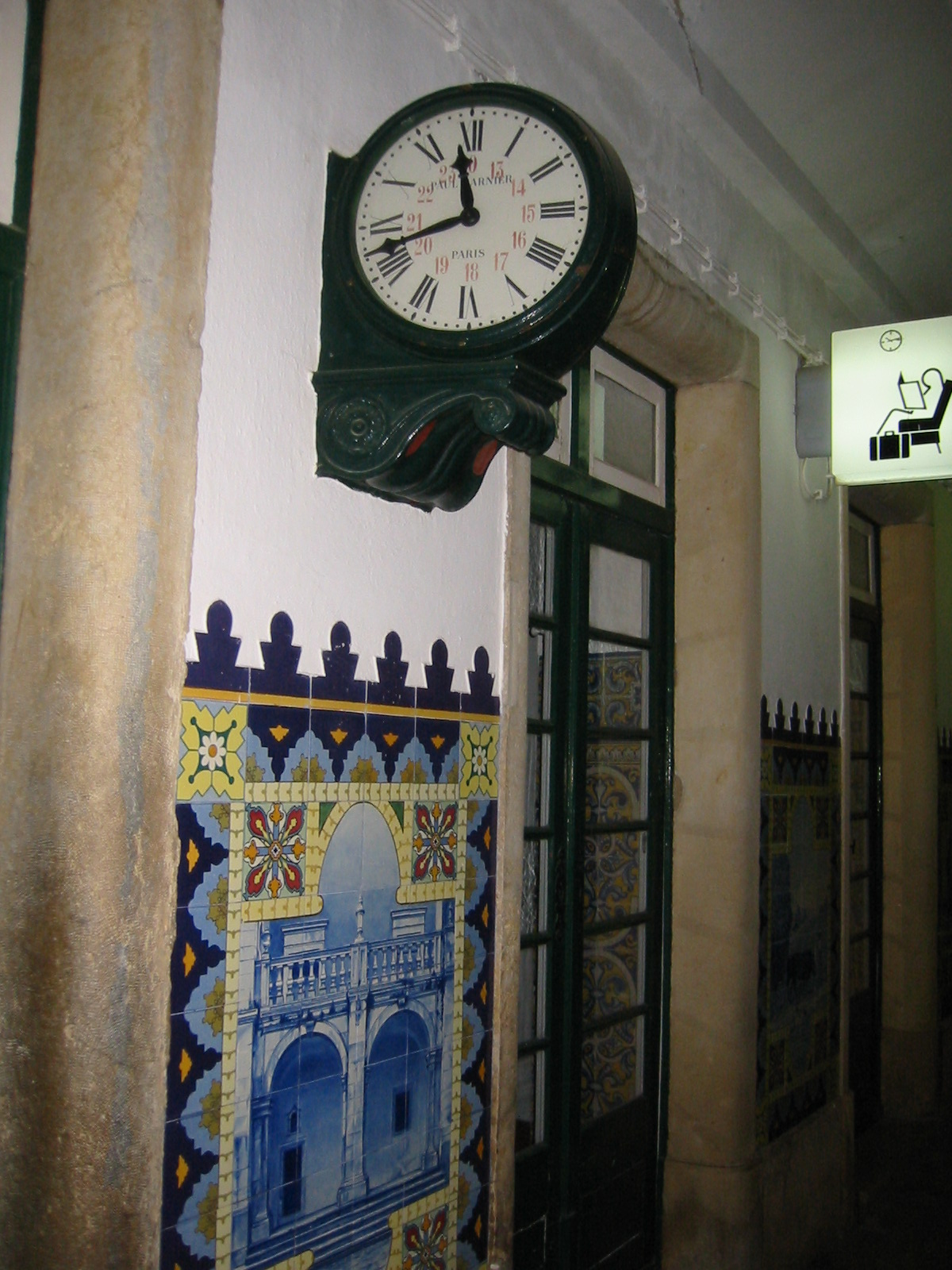
Relógio da Estação de Beja

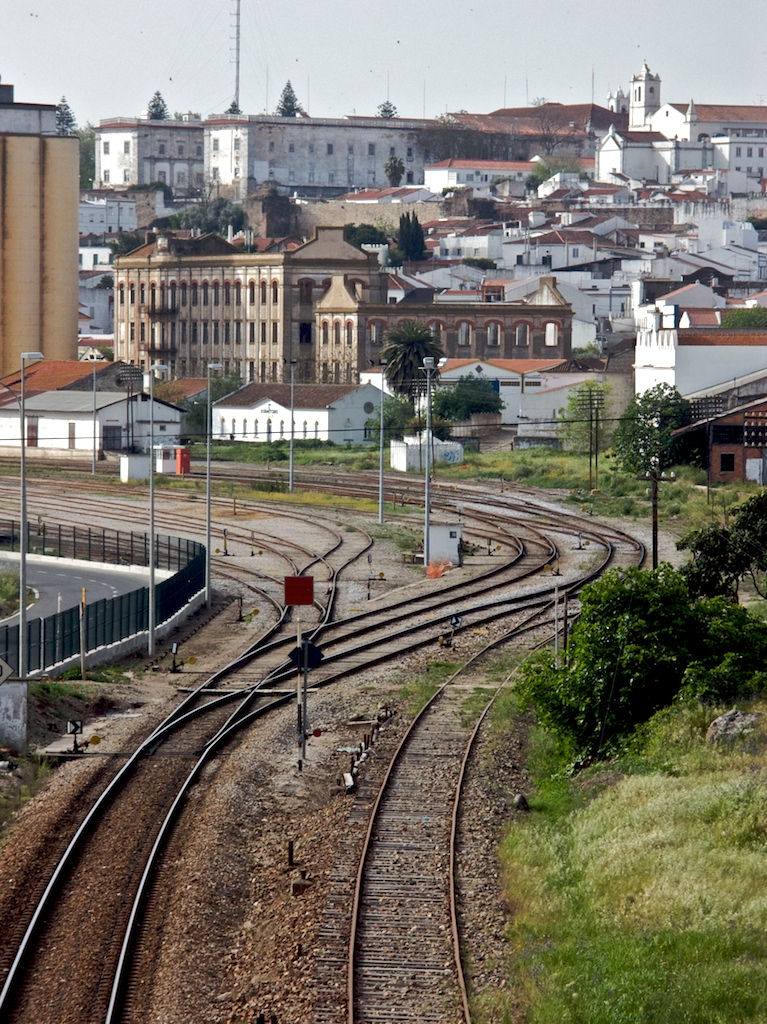
Aspeto geral da entrada na Estação de Beja, vista de norte, em 2008

A Estação Ferroviária de Beja é uma interface da Linha do Alentejo, que serve a cidade de Beja, no Distrito de Beja, em Portugal. Também foi o ponto de entroncamento com o Ramal de Moura, que funcionou entre 1869 e 1990. A estação foi inaugurada em 15 de Fevereiro de 1864.

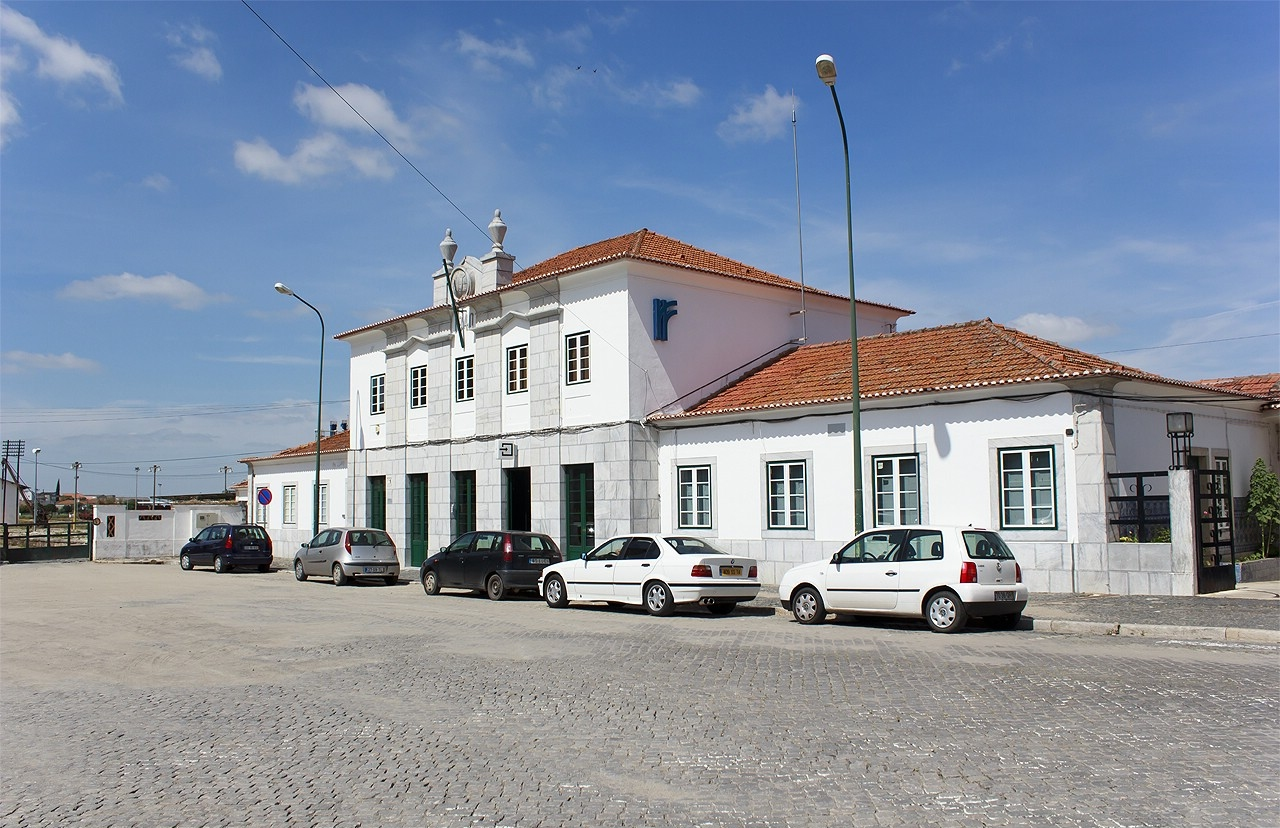
Vista de rua da Estação de Beja

## Descrição

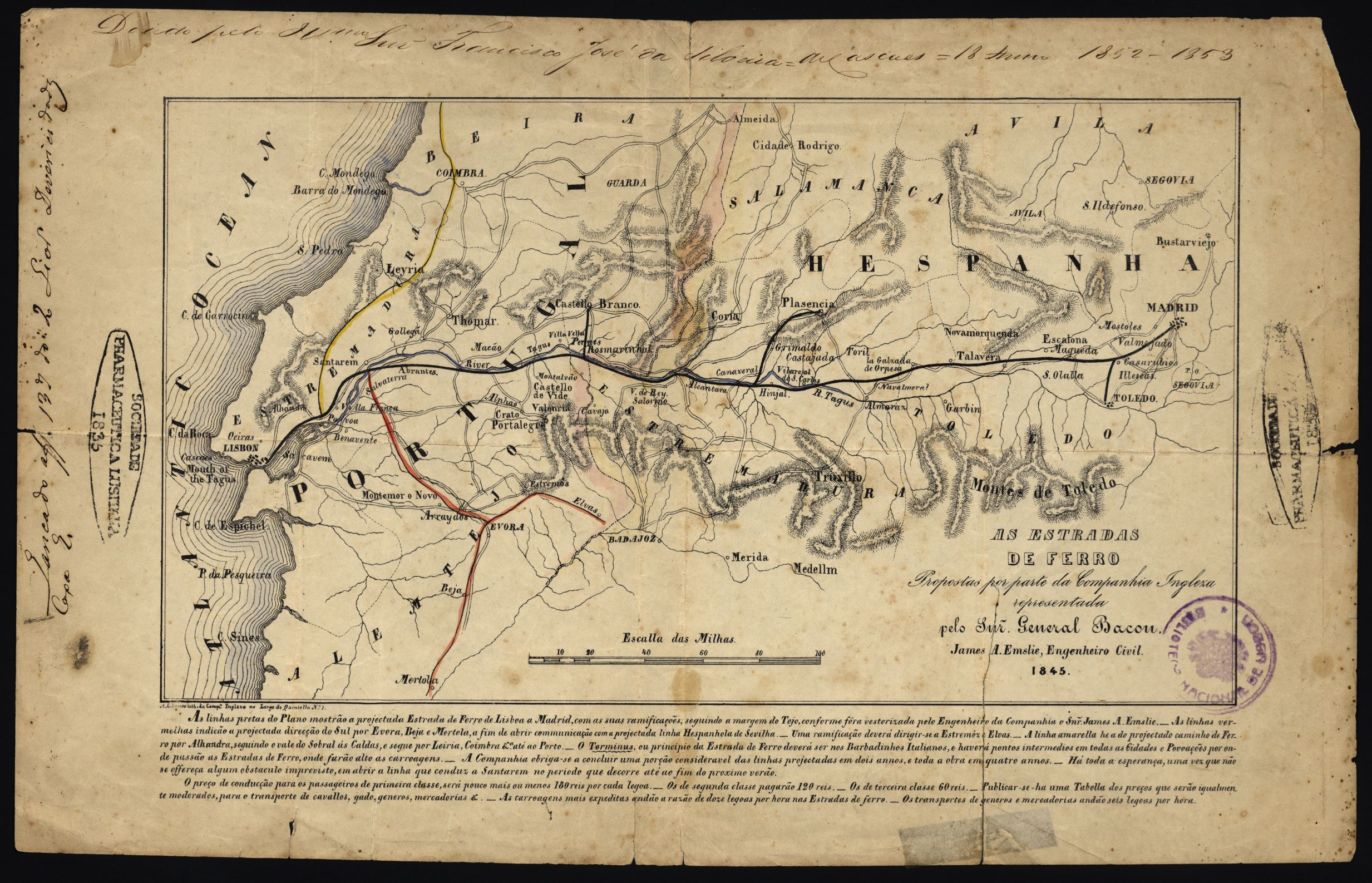
Mapa com os planos ferroviários de 1845, incluindo parte da linha de Santarém a Sevilha, por Évora, Beja e Mértola

Esta interface situa-se junto ao Largo da Estação Ferroviária, na localidade de Beja.
Em 2004, esta interface possuía a classificação D da Rede Ferroviária Nacional, e dispunha de um serviço de informação ao público daquela empresa; apresentava três vias de circulação, onde se podem realizar manobras, limpeza de vagões e abastecimento de gasóleo. Em Janeiro de 2011, continuava a possuir três vias de circulação, duas com 658 m de comprimento, e a restante com 388 m; as plataformas tinham correspondentemente 216 e 194 m de extensão, e 65 a 45 cm de altura.

## História

### Século XIX

#### Antecedentes e inauguração
O primeiro impulso para a construção de caminhos de ferro em Portugal deu-se na década de 1840, durante o governo de Costa Cabral, tendo sido formada uma companhia no Reino Unido para construir várias linhas férreas no país. Uma destas linhas seguiria por Évora, Beja e Mértola, e terminaria na cidade espanhola de Sevilha.
No entanto, esta e as outras linhas foram canceladas devido ao deflagar da Revolução da Maria da Fonte e pela queda do governo em 1846.
Em 1854, o Conselho Superior de Obras Públicas emitiu uma consulta sobre uma proposta para uma linha entre Aldeagalega e Vendas Novas, em bitola de 1,44 metros, apresentada pelos representantes da Companhia Nacional dos Caminhos de Ferro ao Sul do Tejo. O contrato para esta linha foi assinado no mesmo ano, estando desde logo prevista o seu prolongamento até Setúbal, Évora e Beja. No entanto, em 1858 o governo apresentou uma proposta de lei no Parlamento, para a continuação de Vendas Novas até Beja e Évora, a construir pelo estado ou por contrato. Depois de uma longa controvérsia, a proposta foi transformada na lei de 8 de Julho de 1859, que determinava que a via deveria ser de 1,67 m, tal como era utilizada em Espanha. Porém, o concurso não teve quaisquer concorrentes, pelo que estes empreendimentos foram subvencionados à Companhia dos Caminhos de Ferro do Sueste. Pouco depois, em 23 de Janeiro de 1861, a Companhia Nacional concluiu as suas linhas até Setúbal e Vendas Novas, ainda utilizando bitola internacional, criando uma situação crítica, na qual as ligações ferroviárias no Alentejo estavam dependentes de duas companhias distintas e utilizando bitolas diferentes, forçando assim à futura realização de transbordos em Vendas Novas. Para resolver esta situação, o governo nacionalizou as linhas da Companhia Nacional em Setembro do mesmo ano, para proceder ao seu futuro alargamento. Entretanto, a Companhia do Sueste continuou as obras, tendo o primeiro comboio chegado a Beja em 23 de Fevereiro de 1863. Porém, a linha férrea só entrou ao serviço em 15 de Fevereiro de 1864.
Aquando da sua inauguração, a estação original de Beja foi considerada por alguns jornalistas como a melhor na região meridional do país, tendo sido descrita no jornal Ala Esquerda como sendo de uma «extraordinária musculatura», possuindo desde logo dois bairros para funcionários. Porém, situava-se a cerca de dois quilómetros de distância da cidade, o que provocou protestos. Devido aos esforços do Governador Civil, a posição da estação foi alterada, mas este novo local criou vários problemas para a exploração, uma vez que tanto a linha para Casével como a para o Barreiro saíam no mesmo sentido, circulando paralelas até ao sítio de Coitos. Desta forma, os comboios que quisessem prosseguir além de Beja em qualquer um dos sentidos tinha de fazer a inversão na estação, gerando atrasos, especialmente os serviços rápidos, cuja locomotiva tinha de ser virada.
A chegada do caminho de ferro foi um dos principais elementos que contribuíram para o desenvolvimento cultural de Beja, tendo por exemplo facilitado o transporte de revistas desde Lisboa. O principal contributo foi porém do ponto de vista económico, com a formação de um núcleo industrial em redor da estação, reafirmando a importância da cidade a nível regional. Permitiu igualmente a instalação de novas indústrias, e criou um conjunto de novas profissões na cidade, como os ferroviários, maquinistas, factores e guarda-linhas.

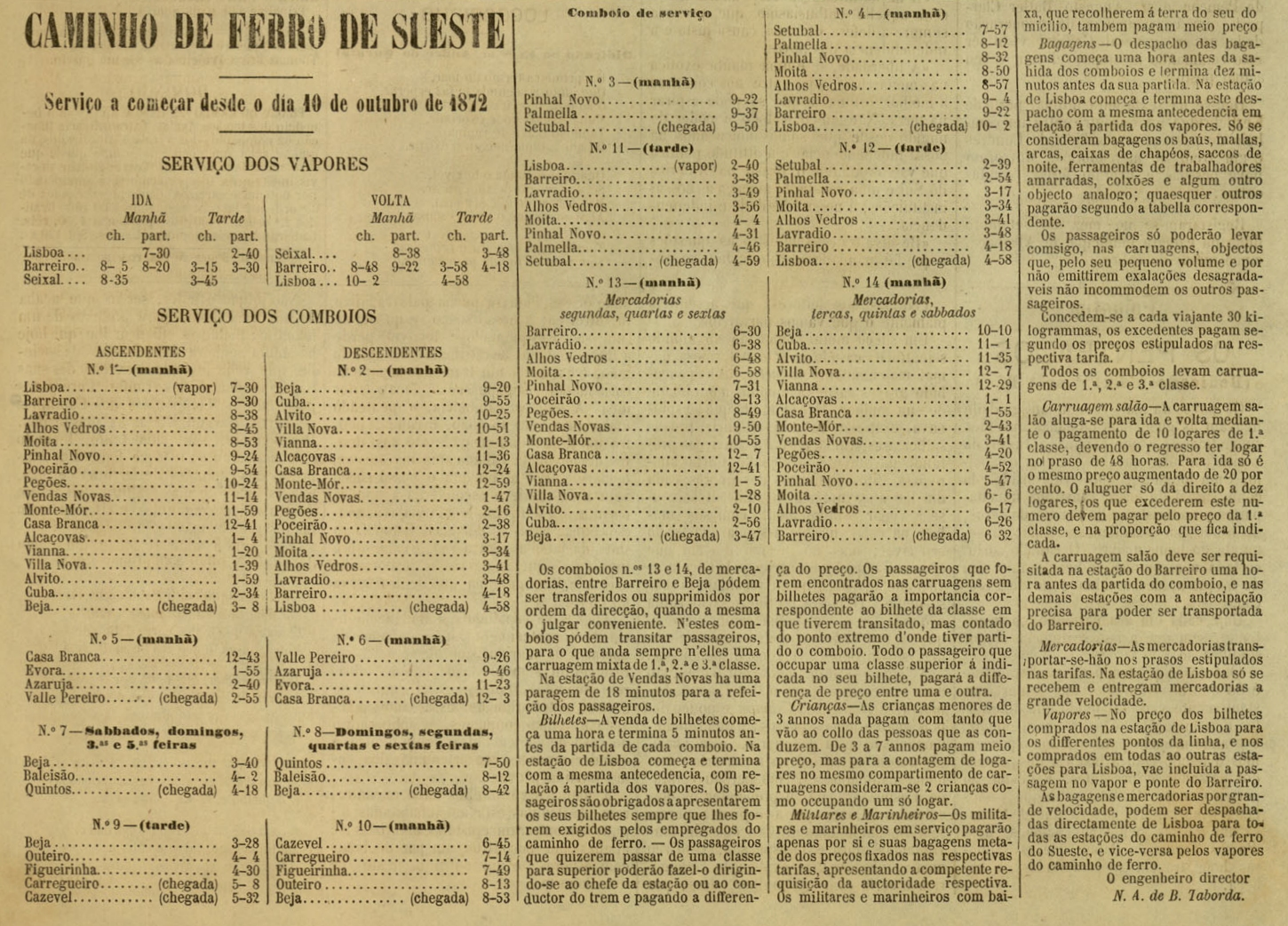
Horários de 1872, já incluindo os comboios até Quintos

#### Continuação até Casével e Quintos
Em 11 de Junho de 1864, o governo assinou um contrato provisório com a Companhia do Sueste, no qual lhe foi entregue a gestão das antigas linhas da Companhia Nacional, para a mudança de bitola, e concessionada a continuação da linha de Beja até ao Algarve. No entanto, e apesar dos apoios do estado, a situação financeira da Companhia começou a deteriorar-se, tendo sido nacionalizada em 1869. Assim, foi já na posse do Estado que o troço entre Beja e Casével entrou ao serviço, em 20 de Dezembro de 1870.
Em 2 de Novembro de 1869, entrou ao serviço o primeiro troço do Ramal de Moura, entre Beja e Quintos, que também foi construído pelo Estado. Este ramal foi concluído com a chegada a Moura, em 27 de Dezembro de 1902.

#### Década de 1890
Em 14 de Julho de 1899, foi criada a Administração dos Caminhos de Ferro do Estado, com a finalidade de acolher a gestão de todas as linhas na posse governamental, incluindo a Linha do Sul.

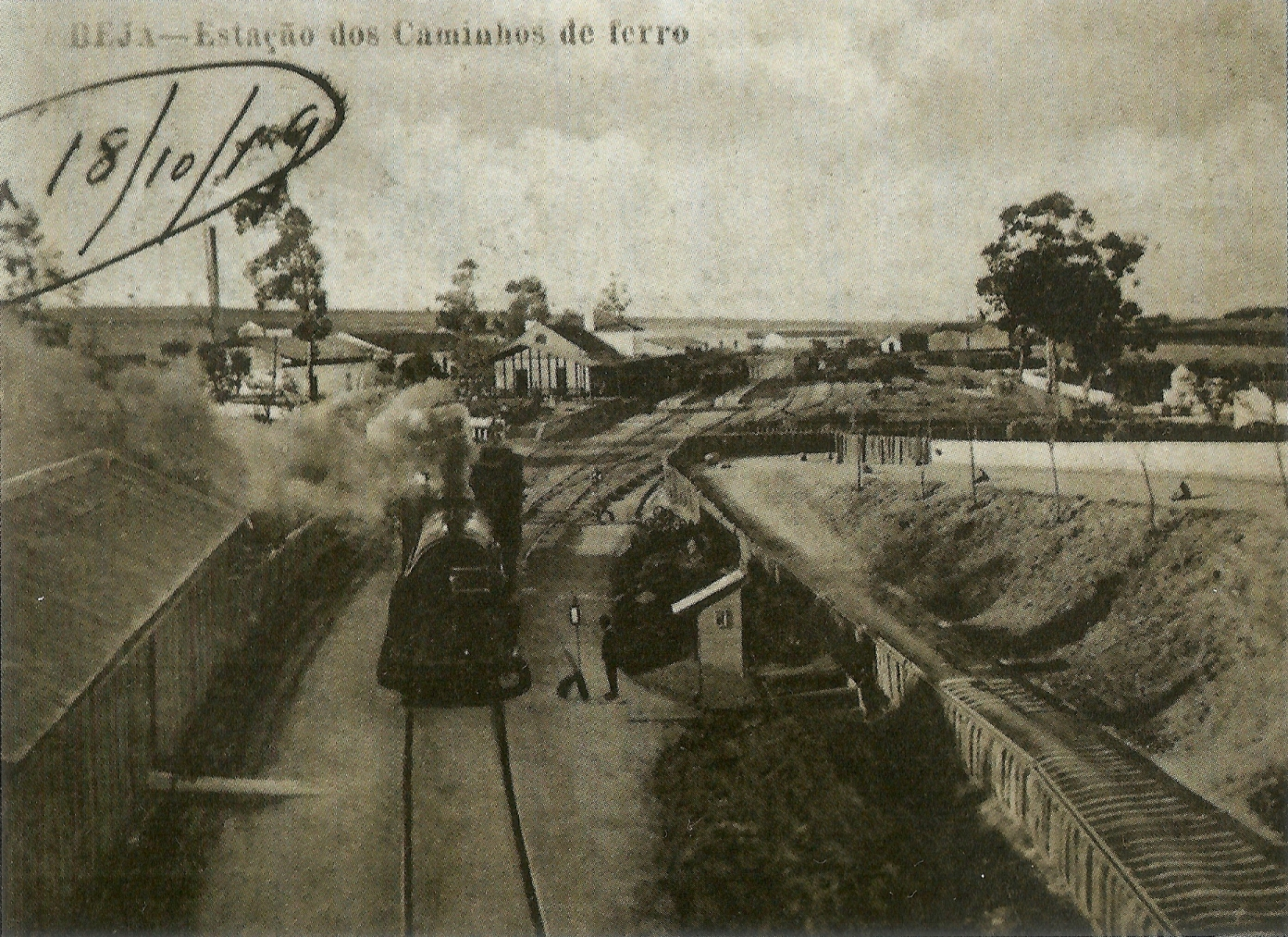
Fotografia da estação, num postal de 1919.

### Século XX

#### Décadas de 1900 e 1910
Em 1 de Julho de 1902, a Gazeta dos Caminhos de Ferro noticiou que tinham sido adquiridos seis aparelhos Kitson de iluminação a petróleo, que iam ser primeiro experimentados na estação do Barreiro, e depois instalados em Beja. Em Janeiro de 1911, ocorreu uma greve nacional dos ferroviários, que também levou à paralisação dos serviços em Beja, pelo que um grupo de de republicados da cidade, liderado pelo governador civil, Aresta Branco, assaltou a estação e prendeu os grevistas, que só foram libertados em 23 de Julho. Este foi um de vários movimentos de trabalhadores que atingiram a região, na sequência da implementação do governo republicano. Em 1913, a estação era servida por carreiras de diligências até Ferreira do Alentejo via Beringel, e Salvador, Cabeça Gorda e Mértola. Nos dias 9 e 10 de Junho de 1917, a estação de Beja foi assaltada por um grupo de trabalhadores, que roubaram o trigo que estava ali armazenado com destino ao Algarve, tendo-o depois entregue à comissão de subsistência, para prover à sua distribuição pelos mais necessitados. Este incidente ocorreu durante um quadro de problemas económicos e falta de alimentos provocados pela Primeira Guerra Mundial.

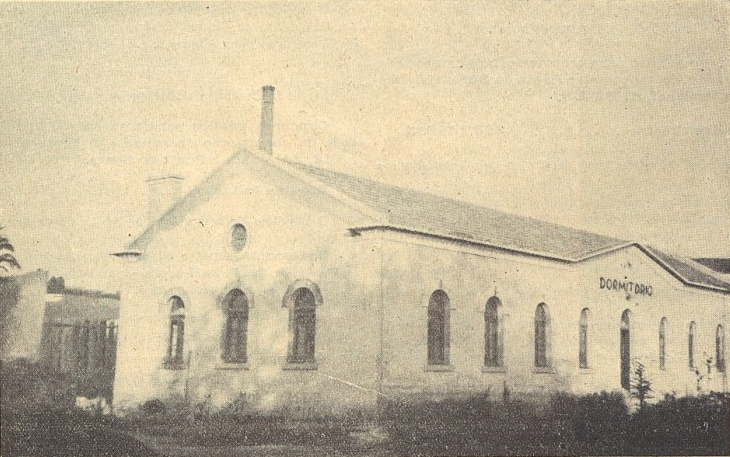
Dormitório de pessoal, em Beja.

#### Décadas de 1920 e 1930

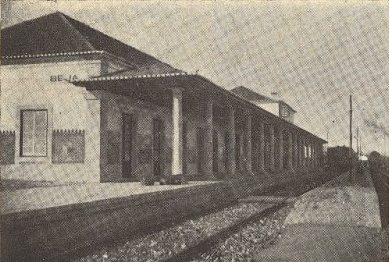
Novo edifício da estação, nos primeiros anos.

Nos finais de 1926, existiam três serviços até Lisboa, dois deles diurnos, numa viagem de cerca de cinco horas, enquanto que o terceiro era nocturno, conhecido como recoveiro, durando cerca de seis horas. Além destes comboios, também existiam outros até à Funcheira e Moura.
Em 1932, concluiu-se a construção de um dormitório para o pessoal em Beja, com capacidade para dezoito camas, e no ano seguinte, procedeu-se a melhoramentos na toma de água. Em 1934, foram aprovadas obras de prolongamento do cais coberto,  e em 1938, a Direcção Geral de Caminhos de Ferro realizou vários melhoramentos na estação.
Em Julho de 1939, já tinha sido estudada a Variante de Beja, que tinha como propósito construir uma nova estação num local mais acessível, e eliminar a reversão dos comboios. Em Outubro do mesmo ano, uma comissão visitou a cidade de Beja, para estudar o novo troço, tendo-se planeado que fosse construído em paralelo com a via do Ramal de Moura, separando-se no local da Fonte Santa, a Sueste de Beja, seguindo depois a Sul da Quinta da Abóbada o do Campo da Feiteira, juntando-se à antiga via junto às Herdades das Lobeiras, junto a Santa Vitória-Ervidel. A variante teria cerca de 15 700 m de comprimento. Entretanto, em 1937 foi planeado o novo armazém de víveres da estação de Beja, segundo princípios de remodelação e ampliação determinados por Cotinelli Telmo.

#### Décadas de 1940 e 1950
Em 1 de Maio de 1940, a Gazeta dos Caminhos de Ferro noticiou que já estavam a decorrer as obras de modificação e embelezamento da gare de Beja. O novo edifício foi construído no estilo tradicional português, tendo a decoração ficado a cargo do artista Jorge Colaço.

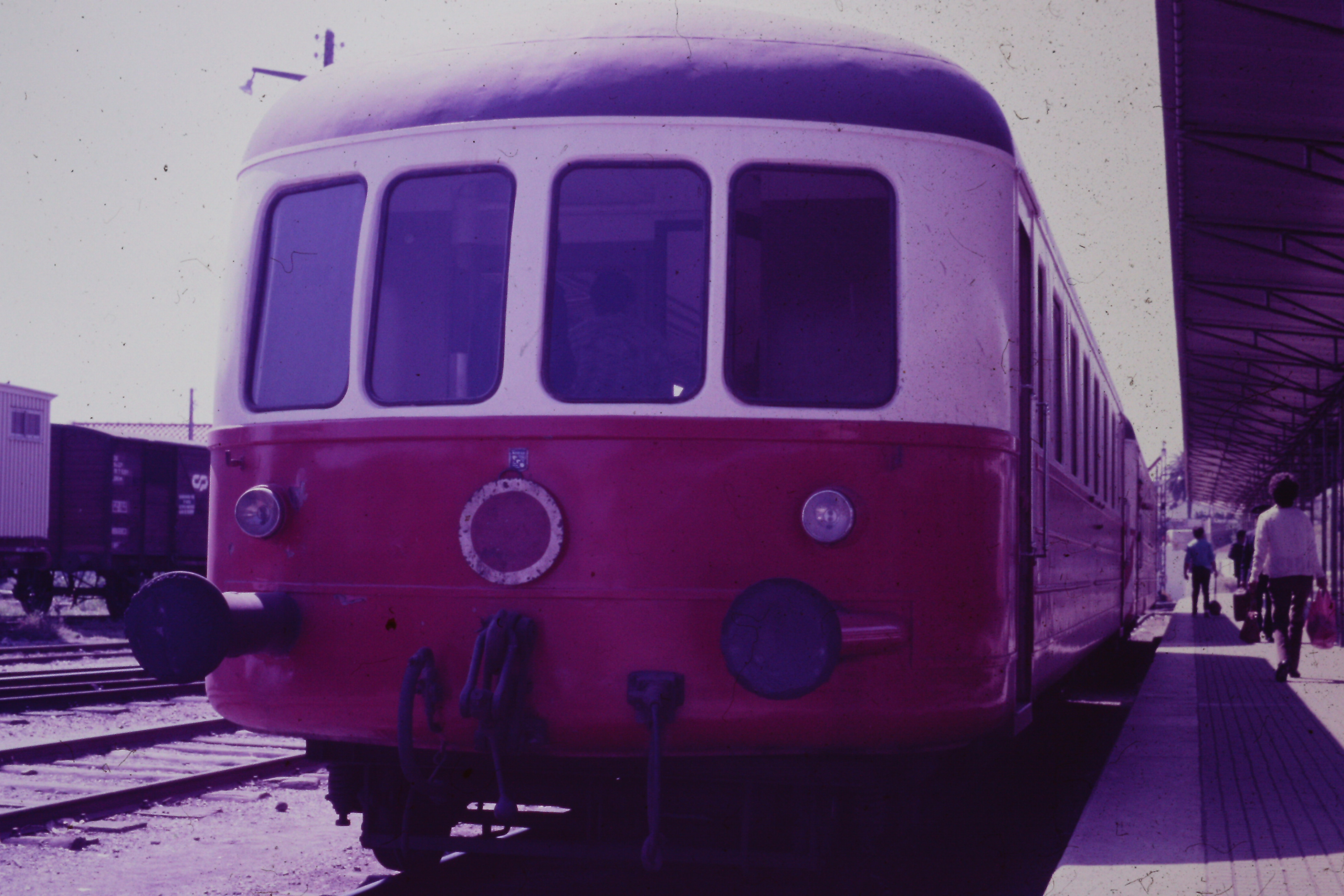
Automotora da série 0100, introduzida em 1948, na Estação de Beja (foto da década de 1980).

Um diploma publicado no Diário do Governo n.º 68, II Série, de 23 de Março de 1948 aprovou o auto de recepção definitiva da empreitada n.º 63, relativa à construção de um restaurante nas imediações da gare de Beja. Neste ano, a estação também foi alvo de obras de expansão. Também estava prevista para este ano a conclusão da planeada variante de Beja, mas apenas puderam ser construídos cerca de dois quilómetros de via. Um diploma no Diário do Governo n.º 301, II Série, de 29 de Dezembro desse ano, aprovou o plano para uma passagem superior junto à estação, para suprimir a passagem de nível ao quilómetro 154,047.25. Um diploma publicado no Diário do Governo n.º 246, II Série, de 21 de Outubro de 1950, adjudicou a Aníbal de Brito a empreitada n.º 99, relativa à construção de casas para pessoal na gare de Beja.

#### Ligação planeada a Ermidas - Sado
Em 1 de Novembro de 1926, já estavam concluídos os estudos para a instalação de uma linha de Ermidas-Sado a Beja, com passagem por Ferreira do Alentejo, que seria complementar à Linha de Sines. Na sessão de 17 de Abril de 1948 da Assembleia Nacional, o engenheiro Mira Galvão discursou sobre os caminhos de ferro no Distrito de Beja, tendo defendido a necessidade de se construir o troço entre Ermidas e Beja, passando por Beringel e Ferreira do Alentejo. Segudo Mira Galvão, este corredor iria melhorar o acesso às praias de Sines, e potenciaria o transporte de produtos agrícolas e regionais na região, especialmente na zona entre Ferreira e Sines, que sofria de problemas de comunicações.

#### Conclusão da Variante de Beja
Em 2 de Julho de 1970, foi inaugurada a Variante de Beja, tendo sido organizado um comboio especial para a cerimónia, transportando o Governador Civil do distrito, funcionários da Companhia dos Caminhos de Ferro e vários convidados.

#### Década de 1990
O Ramal de Moura foi encerrado em 2 de Janeiro de 1990 pela operadora Caminhos de Ferro Portugueses, no âmbito de um programa de reestruturação daquela empresa. Nesse ano, iniciaram-se os comboios Intercidades entre o Barreiro, Évora e Beja.

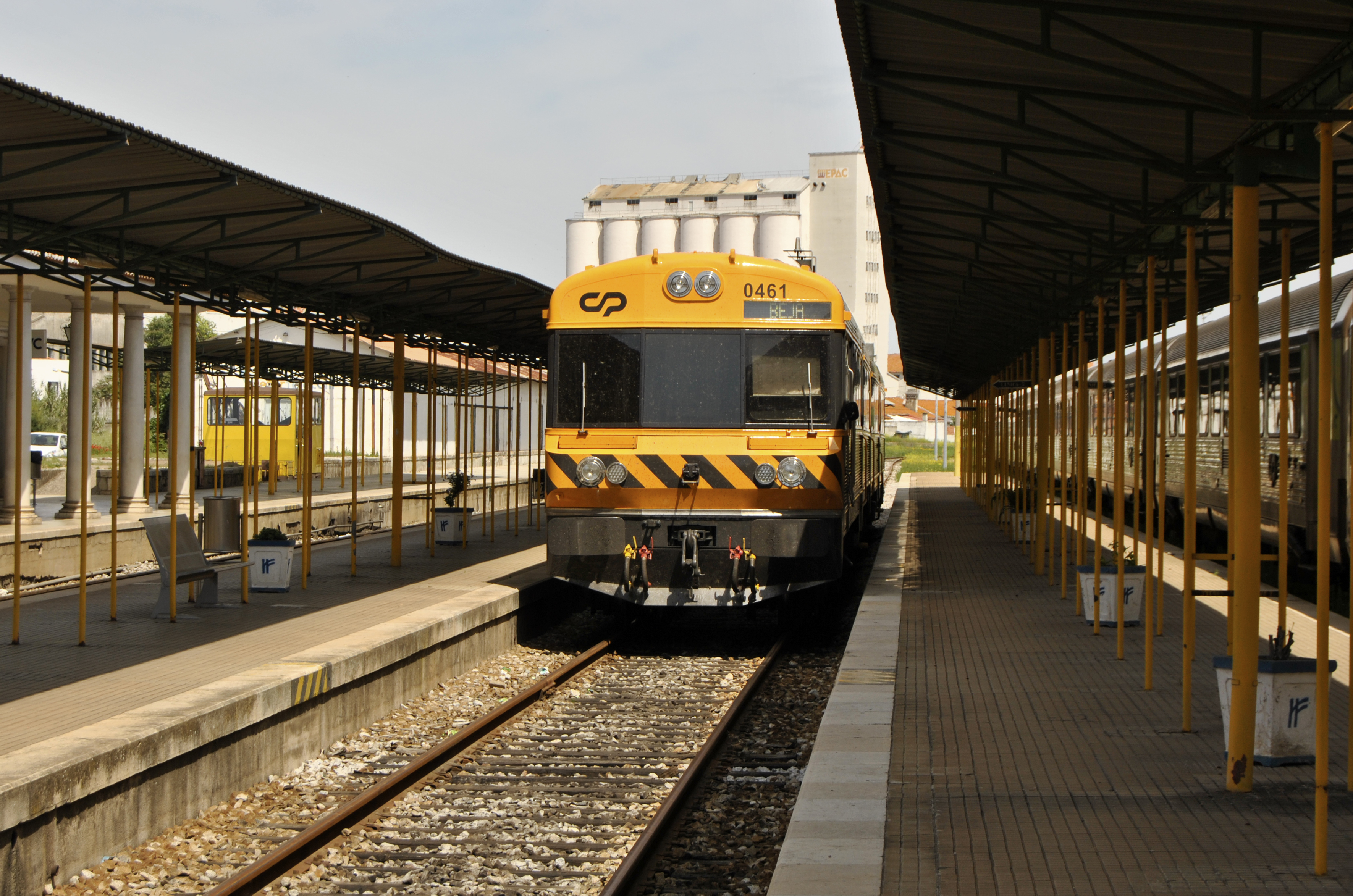
Automotora da série 0450 na Estação de Beja, em 2015.

Em Maio de 1993, realizou-se uma viagem da Associação Portuguesa dos Amigos dos Caminhos de Ferro entre Beja e Évora, utilizando uma composição rebocada por uma locomotiva a vapor.

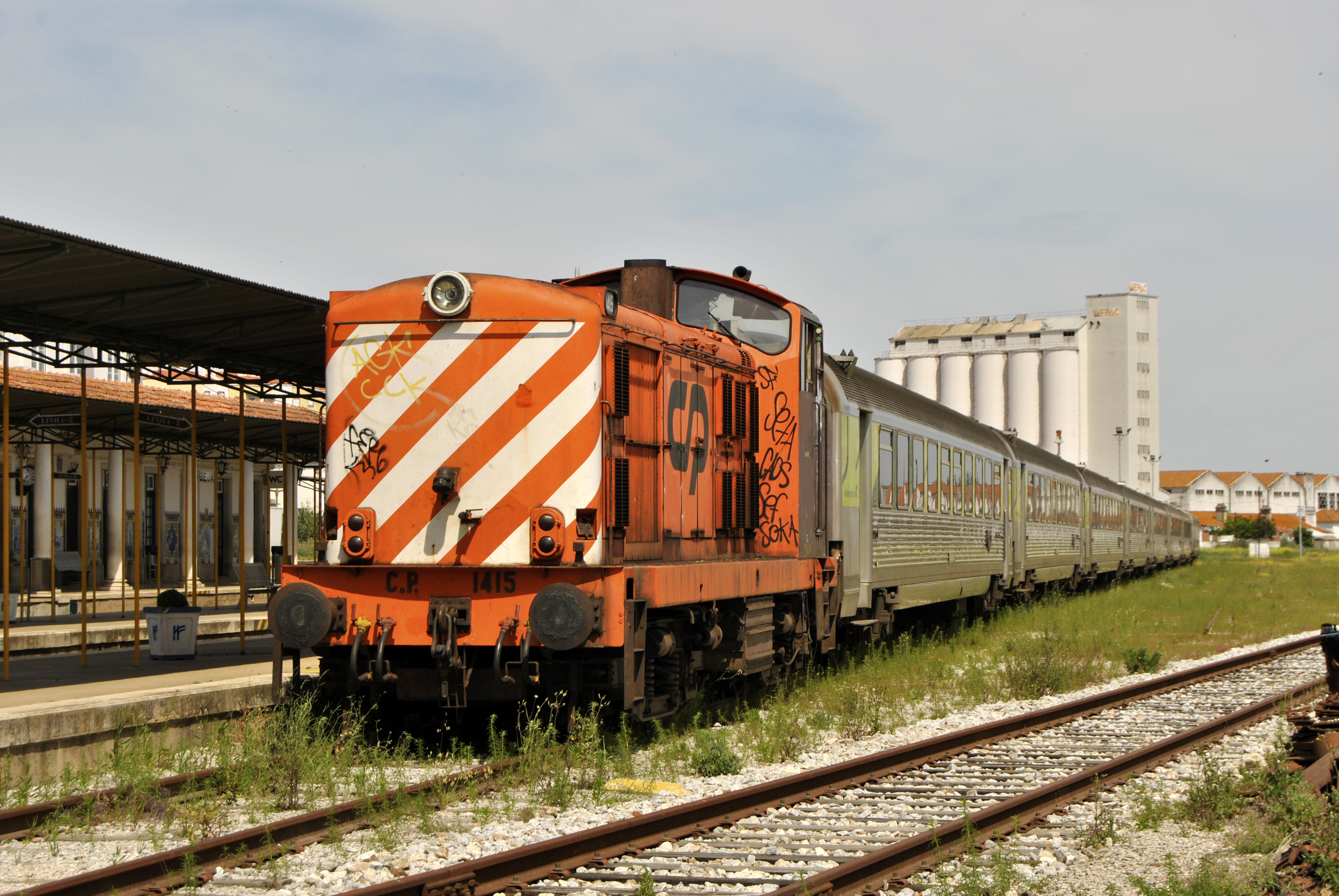
Locomotiva diesel n.º 1415, em serviço especial para, na Estação de Beja, em 2015.

### Século XXI
Todos os serviços ferroviários foram suspensos a 10 de Maio de 2010, na sequência de um projecto de remodelação da Linha do Alentejo levado a cabo pela Rede Ferroviária Nacional, passando os serviços Intercidades a serem realizados por autocarros. Em 14 de Junho do mesmo ano, foi retomado o serviço regional, por via ferroviária, entre Beja e Alcáçovas.

#### Supressão dos serviços regionais
A operadora Comboios de Portugal extinguiu todos os serviços regionais no lanço da Linha do Alentejo entre esta estação e Funcheira em 1 de Janeiro de 2012, alegando a reduzida sustentabilidade económica neste troço, motivada pela baixa procura.

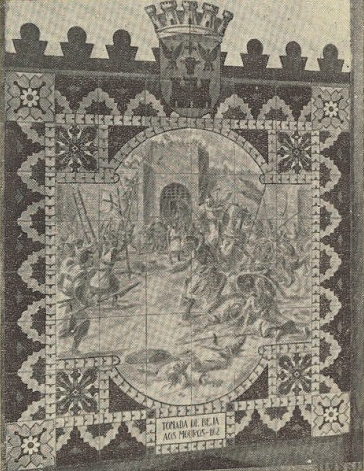
Um dos painéis de azulejos da Estação, por Jorge Colaço, fotografado em 1944.